# تود غبيرائي الورق
تُود غُبَيرائِيّ الورق أو صُرْبارِيَة غُبَيْرائيَّة الورق (الاسم العلمي: Sorbaria sorbifolia)، نوع نباتات مُزهرة من فصيلة الوردية. وهي جُنيبة نفضية يصل طولها إلى 1 - 1.5 م (3.3 - 4.9 قدم). أفنانها مزغبة اللحاء. أوراقها مركبة تطول نحو 30 سم.
وريقاتها تطول نحو 8 سم. وتعرض نحو 2 سم. عثكوله الزهري كبير القد، قطره يراوح من 25 إلى 30 سم.
مواطنه الطبيعية في المناطق المعتدلة في آسيا بما في ذلكسيبيريا والشرق الأقصى لروسيا وشمال الصين واليابان وكوريا.